# Mannen från Valparaiso
Mannen från Valparaiso är en svensk svartvit stumfilm från 1919 med regi och manus av Erik Ullström. Filmen var Ullströms första och enda som regissör. Samtliga medverkande skådespelare var amatörer tillhörande sällskapet Ullströmska bandet.

## Om filmen
Inspelningen ägde rum 1919 i Eskilstuna och på Nyckelön utanför Kvicksund. Filmen premiärvisades den 17 november 1919 på biograf Continental i Eskilstuna.

## Handling
Filmen kretsar kring Greven på Björksö och dennes fosterson Göran. Göran förälskar sig i lektrisen Vera som är anställd hos grevinnan. Plötsligt anländer sjömannen Williams efter flera år på sjön och kan bevisa att Vera är hans dotter och att hon därmed också är halvsyster till Göran. De två måste därför skiljas åt.

## Rollista
- Erik Ullström	– sjömannen Williams
- fru Ullström – Tattar-Lena
- fröken Olssén	– Vera, tre år